# First International Pop Event
Het First International Pop Event was het eerste popfestival in België, dat plaatsvond op 21 juni 1969, twee maanden voor Woodstock.
Het festival trok een 6000-tal mensen die konden kijken naar optredens van onder andere The Nice, The Pebbles, Yes, Fleetwood Mac, Wallace Collection, Davy Jr. and Guess Who?, Freedom, J. J. Band, Joe Hicks, Paul Revere and The Raiders, Roland and The Blues Workshop, The Nice en Tomahawk Blues Band. The Tremeloes, Chicken Shack en Procol Harum stonden op de affiche maar speelden niet, waardoor Colosseum aan de line-up werd toegevoegd. Een ticket kostte 175 Belgische frank.
Het idee kwam van Jo Dekmine, eigenaar van Théâtre 140 in Brussel, die samen met Louis De Vries het festival organiseerde.